# Декадентство
Декадентство (Декаданс) (на латински: decadentia – „упадък“) е художествено и литературно движение от края на ХIХ век, съсредоточено в Западна Европа, което следвало естетична идеология на разточителство и превзетост. Философията на художника Фелисиан Ропс и романът на Жорис-Карл Юисманс „Срещу природата“ от 1884 са главните примери на декадентското движение. Първоначално то процъфтява във Франция, а след това се разпространява в цяла Европа и в Съединените щати. Движението може да бъде охарактеризирано чрез нагласи и идеи като отвращение от самия себе си и света изобщо, проява на принципен скептицизъм, насладата от извратеността и грубия хумор, както и вяра в превъзходството на човешката креативност над логиката и природните закони.

## Описание
Концепцията за Декадентството датира от XVIII век от писанията на Монтескьо, философът на Просвещението, според когото упадъкът (декаденцията) на Римската империя до голяма степен се дължи на нейния морален разпад и загуба на културни стандарти. Когато латинският учен Дезире Нисар се обръща към френската литература, той сравнява Виктор Юго и романтизма като цяло с този римски упадък, където мъжете жертват занаята и културните си ценности в името на удоволствието. Тенденциите, които той идентифицира като интерес към описание, липса на придържане към традиционните литературни и художествени правила и любовта към екстравагантния художествен и литературен език, са семената на Декадентското движение.
Чувстват се символистично-декадентски влияния в стихотворението „Демон“ на Пейо К. Яворов. Сред известните творци на декадентското движение са Ги дьо Мопасан, Шарл Бодлер, Едвард Мунк, Артюр Рембо, Оскар Уайлд и др.

## Писатели и художници декаденти

### Писатели
Франция
- Шарл Бодлер
- Реми дьо Гурмон
- Жорис-Карл Юисманс
- Жан Лорен
- Октав Мирбо
- Робер дьо Монтескьо
- Рашилд
- Артюр Рембо
- Фредерик Ролф
- Марсел Швоб
- Жан де ла Водер
- Пол Верлен
- Огюст Виле де Лил-Адан

Австрия
- Петер Алтенберг
- Алфред Кубин
- Артур Шницлер

Русия
- Инокентий Аненски
- Константин Балмонт
- Валерий Брюсов
- Зинаида Гипиус
- Дмитри Мережковски
- Николай Мински
- Фьодор Сологуб

Великобритания
- Обри Биърдсли
- Макс Бирбом
- Ричард Франсис Бъртън
- Ърнест Доусън
- Ричард ле Галиен
- Артър Макен
- Чарлс Рикетс
- Матю Филипс Шил
- Алджернон Чарлз Суинбърн
- Артър Саймънс
- Оскар Уайлд

Италия
- Габриеле д'Анунцио
- Гуидо Гозано
- Луиджи Пирандело

САЩ
- Дейвид Парк Барниц
- Робърт Уилям Чеймбърс
- Винсънт О'Съливан

Белгия
- Жан Делвил
- Жорж Роденбах
- Емил Верхарен

Други страни
- Артур Брейски (Чехия)
- Матею Караджале (Румъния)
- Воислав Илич (Сърбия)
- Джордж Мур (Ирландия)
- Ялмар Сьодерберг (Швеция)
- Ерик Стенбок (Швеция)
- Хосе Хуан Таблада (Мексико)

### Художници
Франция
- Анри дьо Тулуз-Лотрек
- Валер Бернар
- Гюстав Моро
- Одилон Редон

Австрия
- Франц фон Байрос
- Густав Климт
- Алфред Кубин

Белгия
- Жан Делвил
- Фернан Кнопф
- Фелисиан Ропс

Други страни
- Обри Биърдсли (британски)
- Чарлс Рикетс (британски)
- Ян Франс Де Боувър (фламандски)
- Франц фон Щук (немски)